# Petit-duc vermiculé
Megascops guatemalae vermiculatus
Sous-espèce
Statut de conservation UICN

 LC  : Préoccupation mineure
Statut CITES
Le Petit-duc vermiculé (Megascops guatemalae vermiculatus) est une sous-espèce d'oiseaux de la famille des Strigidae.
Elle est considérée comme une sous-espèce du Petit-duc guatémaltèque (Megascops guatemalae) par l'Union internationale des ornithologues.

## Répartition
Cette sous-espèce vit au Costa Rica et au Panama.